# Heinkel HD 20
Die Heinkel HD 20 ist ein deutsches Flugzeug der 1920er Jahre, entwickelt und gebaut von den Heinkel-Werken in Warnemünde.

## Entwicklung

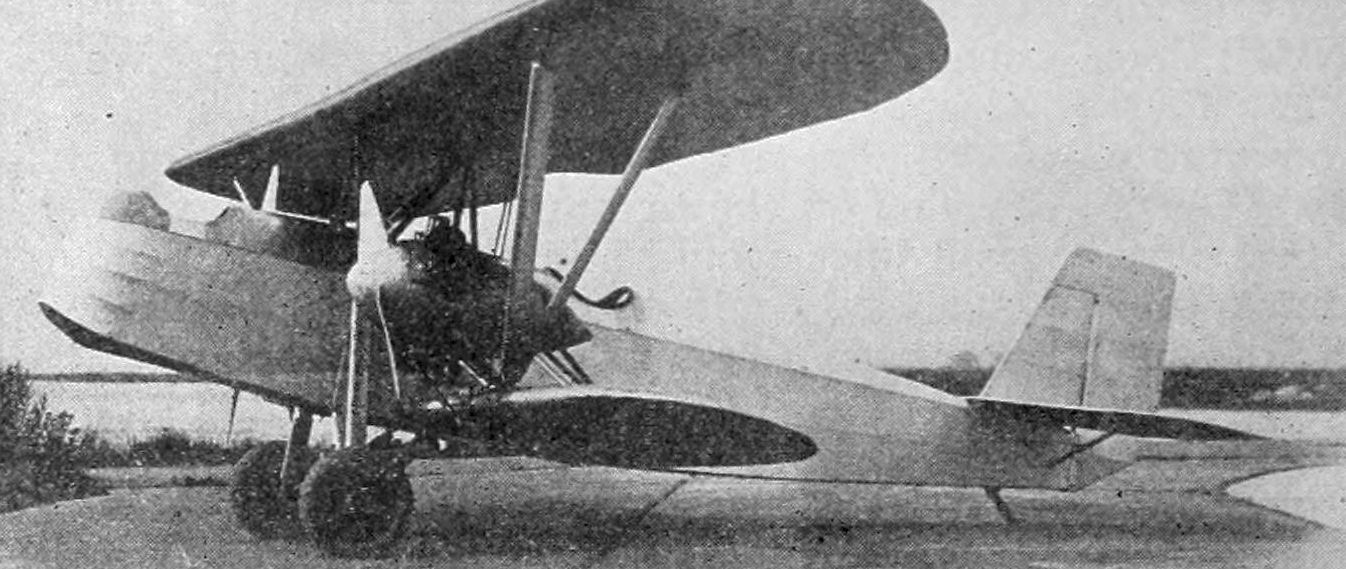
Die HD 20 noch ohne Registrierung auf dem Heinkel-Werksgelände in Warnemünde (1926)

Im Jahr 1926 gab das Reichsverkehrsministerium bei Heinkel einen Versuchs-Fotoaufklärer für Langstrecken in Auftrag, offiziell als Luftbild- und FT-Flugzeug deklariert (FT für Funktelegrafie). Das als HD 20 bezeichnete Flugzeug mit der Werknummer 251 wurde noch im selben Jahr fertiggestellt und als D–1157 zugelassen, eingetragener Halter waren die Albatros Flugzeugwerke. Das Flugzeug wurde anschließend der Deutschen Versuchsanstalt für Luftfahrt (DVL) in Adlershof überstellt. Für eine in der Literatur genannte Erprobung und Verwendung zur Beobachterschulung bei der Fliegerschule und Erprobungsstätte im russischen Lipezk gibt es keine weiteren Anhaltspunkte, die diese Aussage stützen.
Auf einem Überführungsflug von Warnemünde nach Rechlin am 21. November 1929 musste die HD 20 aufgrund von Problemen mit dem linken Triebwerk bei Reppentin notlanden, wobei sie auf dem Bug zu stehen kam und stark beschädigt wurde. Der Pilot Hoppe blieb unverletzt, die HD 20 jedoch musste abgeschrieben werden.

## Aufbau
Die HD 20 ist ein verstrebter, unverspannter und stark gestaffelter Anderthalbdecker in Gemischtbauweise. Der Rumpf besteht aus geschweißtem Stahlrohr mit vier Längsholmen, die einen rechteckigen Querschnitt bilden, Stoffbespannung, und läuft in einer Schneide aus. Im Bug befindet sich der offene Beobachterstand, dahinter eine Kabine für die Fotoausrüstung und einer Bodenluke, an die sich die Pilotenkanzel anschließt. Der Rumpfrücken ist stark gewölbt.
Das Tragwerk bilden die zweiteiligen, stark zueinander versetzt angeordneten Tragflächen unterschiedlicher Spannweite. Sie bestehen aus Holzgerüsten mit zwei Kastenholmen und Rippen. Die Flügelnase sowie die Unterseite zwischen den Holmen sind sperrholzverkleidet, der restliche Teil ist mit Stoff bespannt. Die Flügel besitzen eine leichte V-Stellung, oben 1° und unten 2°. Der Oberflügel ist durch einen Spannturm mit dem Rumpf und je einer V-Strebe pro Seite mit dem Unterflügel verbunden, dieser wiederum durch je eine N-Strebe mit dem Rumpf. Die Motoren und Ölkühler befinden sich an Stahlrohrstreben über dem Unterflügel in stromlinienförmigen Verkleidungen aus abnehmbaren Aluminiumplatten. Im Oberflügel ist der Kraftstoffbehälter mit 450 l Fassungsvermögen untergebracht.
Das Leitwerk besteht aus einem stoffbespannten Stahlrohrgerüst. Seiten- und Höhenruder sind aerodynamisch ausgeglichen und im Flug verstellbar, so dass auch ein Flug mit nur einem laufenden Triebwerk möglich ist. Das Fahrwerk größerer Spurbreite ist nicht miteinander verbunden und durch V-Streben an den Rumpf angeschlagen. Die Haupträder besitzen Radinnenfederung. Am Heck ist ein Schleifsporn angebracht.

## Technische Daten

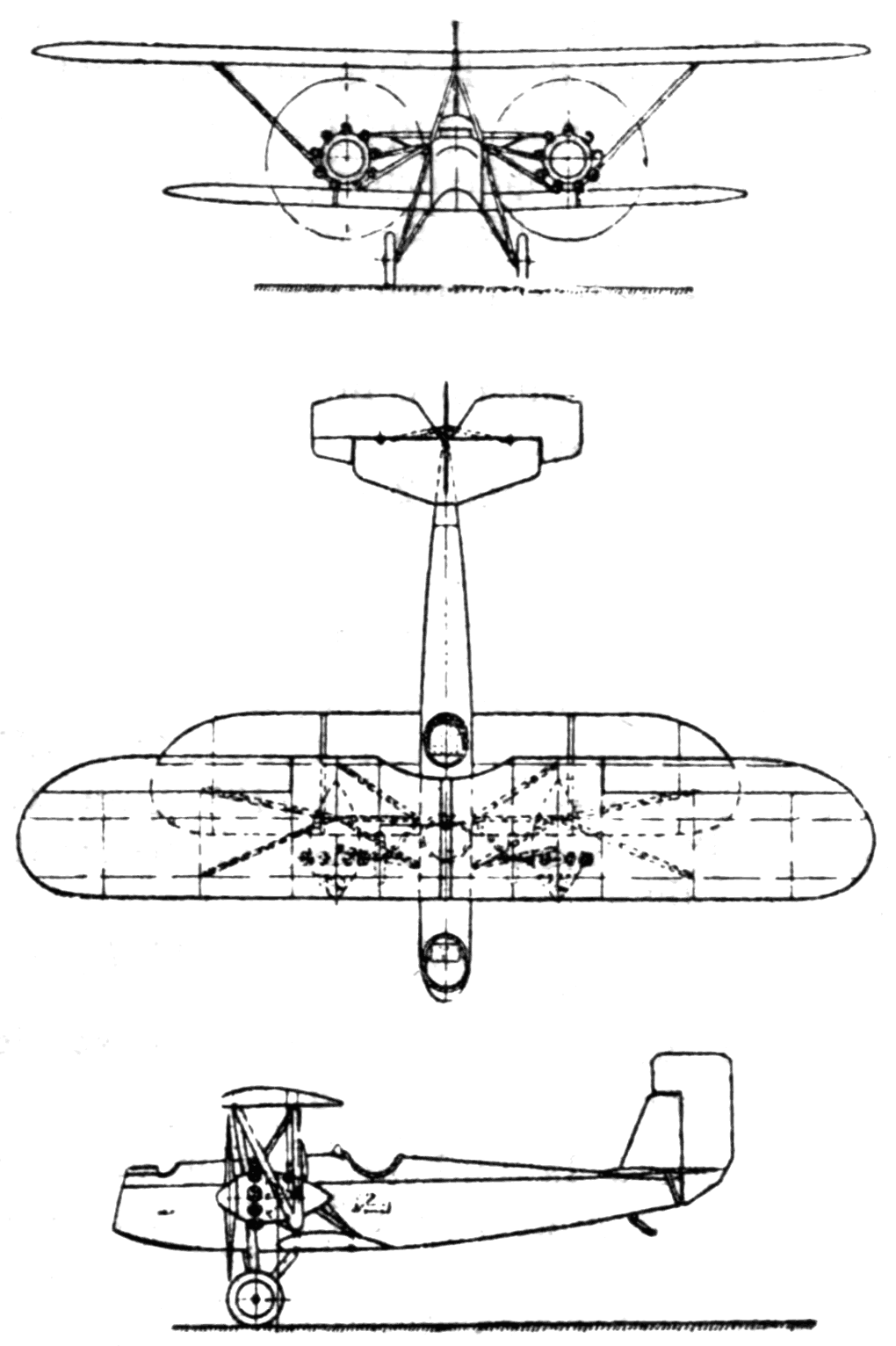
Dreiseitenansicht

| Kenngröße                                                              | Daten                                                                                                  |
| ---------------------------------------------------------------------- | --- |
| Besatzung                                                              | 2–3 |
| Spannweite                                                             | oben 12,80 unten 8,80 m                                                                                |
| Länge                                                                  | 9,45 m                                                                                                 |
| Höhe                                                                   | 3,52 m                                                                                                 |
| Flügelfläche                                                           | 39,8 m²                                                                                                |
| Leermasse                                                              | 1300 kg                                                                                                |
| Zuladung                                                               | 655 kg                                                                                                 |
| Startmasse                                                             | 1955 kg                                                                                                |
| Antrieb                                                                | zwei luftgekühlte Neunzylinder-Viertakt-Sternmotoren                                                   |
| Typ                                                                    | Wright Whirlwind mit Aeron-Reed-Zweiblatt-Luftschrauben aus Metall mit Leichtmetall-Nabenverkleidung   |
| Startleistung Kampf- und Steigleistung Nennleistung max. Dauerleistung | 230 PS (169 kW) 210 PS (154 kW) in Bodennähe 200 PS (147 kW) in Bodennähe 170 PS (125 kW) in Bodennähe |
| Kraftstoffvolumen                                                      | 450 l                                                                                                  |
| Höchstgeschwindigkeit                                                  | 191 km/h in Bodennähe                                                                                  |
| Landegeschwindigkeit                                                   | 83 km/h                                                                                                |
| Steiggeschwindigkeit                                                   | 4,0 m/s                                                                                                |
| Steigzeit                                                              | 4,2 min auf 1000 m Höhe 9,7 min auf 2000 m Höhe 15,36 min auf 3000 m Höhe                              |
| Gipfelhöhe                                                             | 4700 m mit maximaler Zuladung                                                                          |
| Einsatzradius                                                          | 570 km                                                                                                 |
| Flugdauer                                                              | 3 h |